# Municipio de York (condado de DuPage)
El municipio de York (en inglés: York Township) es un municipio ubicado en el condado de DuPage en el estado estadounidense de Illinois. En el año 2010 tenía una población de 123449 habitantes y una densidad poblacional de 1.336,13 personas por km².

## Geografía
El municipio de York se encuentra ubicado en las coordenadas 41°51′42″N 87°58′34″O / 41.86167, -87.97611. Según la Oficina del Censo de los Estados Unidos, el municipio tiene una superficie total de 92.39 km², de la cual 90.82 km² corresponden a tierra firme y (1.7%) 1.57 km² es agua.

## Demografía
Según el censo de 2010, había 123449 personas residiendo en el municipio de York. La densidad de población era de 1.336,13 hab./km². De los 123449 habitantes, el municipio de York estaba compuesto por el 82.84% blancos, el 3.75% eran afroamericanos, el 0.15% eran amerindios, el 8.33% eran asiáticos, el 0.01% eran isleños del Pacífico, el 3.05% eran de otras razas y el 1.87% pertenecían a dos o más razas. Del total de la población el 9.03% eran hispanos o latinos de cualquier raza.